# União dos Professores do Japão
União dos Professores do Japão (日本教職員組合, Nihon Kyōshokuin Kumiai) também chamada de "Nikkyoso" (日教組, Nikkyōso) é o maior sindicato de professores do Japão.
Desde educadores de nível infantil até professores universitários, bem como as escolas profissionais, podem participar da Nikkyoso. A maioria dos seus membros são professores de escolas públicas.

## História
Fundada em junho de 1947 após a Segunda Guerra Mundial, em parte incentivada pela Ocupação Aliada, como parte da promoção da democracia. A organização surgiu como o objetivo de melhorar os salários e as condições de trabalho dos professores e aumentar o seu status social e político, promover a democrácia,igualdade e a paz entre os alunos.
Em 1951 teve como slogan a frase: "Não enviar nossos estudantes para a guerra outra vez".
No seu auge, em 1958, 86,3 % dos professores da rede pública de ensino eram membros Nikkyoso. Mas sua influência diminuiu gradualmente, como a de todos os outros sindicatos no Japão ao longo dos anos.
Durante os anos 1950 e 60 empregaram táticas agressivas. Por exemplo, eles lutaram fortemente contra o sistema de avaliação dos professores que os conselhos de educação estavam planejando introduzir. Naqueles dias, eles fizeram greves, e os membros foram presos ou repreendidos.
As escolas japonesas foram o centro da controvérsia sobre o hino e a bandeira nacionais. O Conselho de Educação de Tóquio exige o uso do hino e da bandeira em eventos sob sua jurisdição. A ordem exige que os professores das escolas respeitem os dois símbolos ou eles correm o risco de perder seus empregos. Alguns protestaram afirmando que tais regras violam a Declaração Universal dos Direitos Humanos das Nações Unidas e a cláusula de "liberdade de pensamento, crença e consciência" da Constituição do Japão, mas o Conselho argumentou que, como as escolas são agências do governo, seus empregados têm uma obrigação de ensinar seus estudantes como serem bons cidadãos japoneses. Os professores não tiveram sucesso em propor ações judiciais contra o Governador de Tóquio Shintarō Ishihara e oficiais do governo por exigir que os professores honrassem o Hinomaru e o Kimigayo. Após a oposição inicial, a União dos Professores do Japão aceitou o uso da bandeira e do hino. A União dos Empregados e Professores de Todo o Japão, menor que a primeira, ainda se opõe aos símbolos e seu uso dentro do sistema escolar.
Em 2007, cerca de 290.150 professores de escolas públicas eram membros Nikkyoso, representando 28,3 % do número total de profissionais, sendo a mais baixa taxa percentual.